# Kalangan (Pedan)
Kalangan is een bestuurslaag in het regentschap Klaten van de provincie Midden-Java, Indonesië. Kalangan telt 5018 inwoners (volkstelling 2010).